# Sistema de detección automática de goles

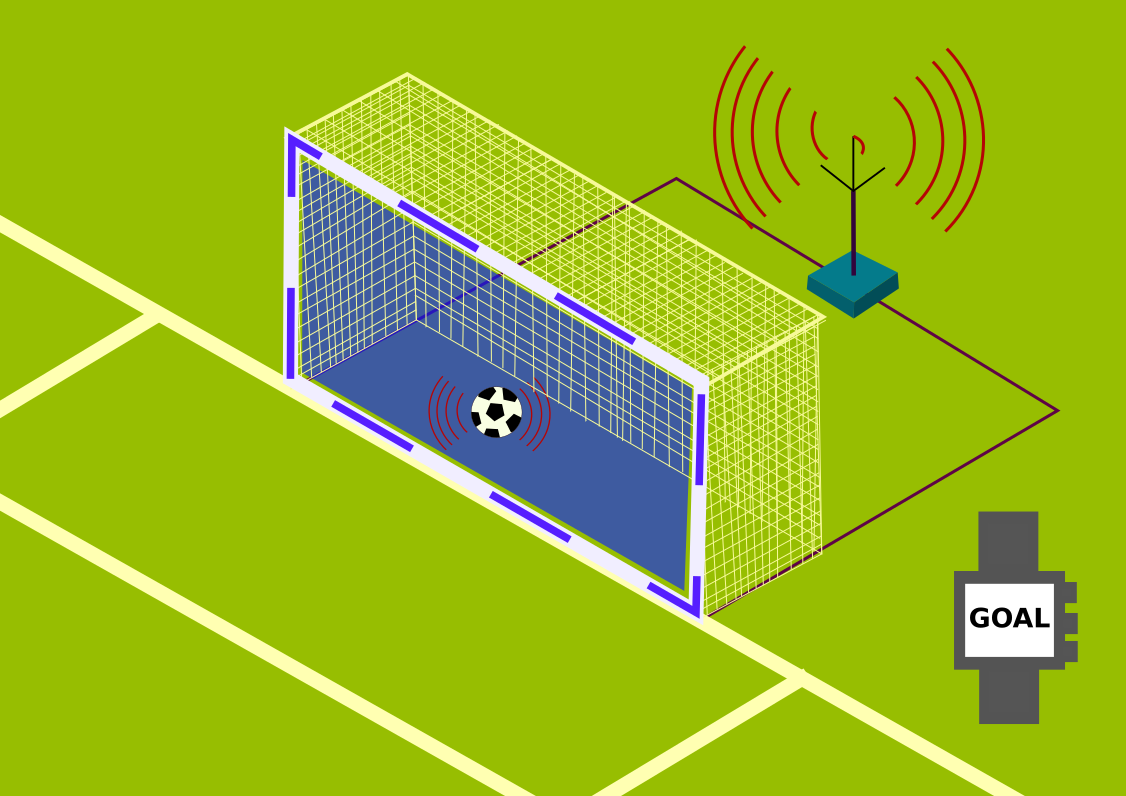
Diagrama que explica el funcionamiento del sistema de detección automática de goles

El sistema de detección automática de goles (DAG) o tecnología de gol, llamado de balón inteligente o balón electrónico, debido a que contiene un circuito electrónico integrado de 1.5 cm, envía señales de radio cuando cruza el plano de demarcación del campo de fútbol correspondiente al arco de meta, como si este hubiera tocado una cerca electrónica virtual.
Esta señal es transmitida por un sistema de 12 antenas, ubicadas en las esquinas del campo de fútbol, a un computador, el cual luego envía, en menos de un segundo, un mensaje al reloj de pulsera usado por el árbitro.
Con esta tecnología la FIFA se propone terminar con años de controversia en el fútbol respecto a las decisiones tomadas por los árbitros en la línea de gol, cuyo error puede dar lugar a un gol fantasma.
La bola inteligente fue probada por primera vez en la Copa Mundial de Fútbol Sub-17 celebrada en Lima, Perú, en septiembre de 2005.
La primera vez que el DAG convalidó un gol oficial en copas del mundo fue en el Mundial de Brasil 2014 en un encuentro de la fase de grupos del Grupo E entre Francia y Honduras el 15 de junio del 2014. Karim Benzema realizó un disparo a la portería de Honduras y el portero Noel Valladares metió el balón en su propia meta. En la Mundial de Rusia 2018, convalidó 2 goles más: Uno a Colombia cuando Juan Fernando Quintero anotó a Japón de tiro libre y que el portero Eiji Kawashima había agarrado el balón justo cuando este ingresó, y otro covalidado para Francia cuando Aziz Behich de Australia empujó sin querer el balón a su portería y este rebotó en la línea de gol.
El sistema de rastreo del recorrido del balón está siendo diseñado y probado por una asociación entre Cairos Technologies con base en Karlsbad, Alemania, y Adidas. El sistema puede ser aplicado a cualquier balón fabricado por Adidas.